# 柳京西克
51°39′25″N 26°37′5″E / 51.65694°N 26.61806°E
柳京斯克（烏克蘭語：Лютинськ）是位於烏克蘭西北部里夫內州裏薩爾內區的村莊，始建於1576年，面積1.06平方公里，海拔高度140米，2001年人口1,307，人口密度每平方公里1,229.5人。